# 王龟谋
王龟谋，渤海国官员，王氏。
大玄錫在位时，王龟谋担任文籍院少监。唐昭宗大顺三年（日本寬平三年、891年）冬，奉大玄錫之命出使日本，任大使，同行百余人。十二月，在出雲國登陆。因距离前使通聘未满一纪（十二年），未获准进入平安京。携宇多天皇国书及太政官牒文归国。所复书、牒，是日本书法家藤原敏行、小野美材书写，其墨迹流传于渤海国内。